# Bernardus Croon
Bernardus Hermanus Croon (født 11. maj 1886 i Amsterdam, død 30. januar 1960 i Amsterdam) var en nederlandsk roer, som deltog i de olympiske lege 1908 i London.
Croon var ved OL med i den nederlandske båd, som kom på en tredjepladsen i firer uden styrmand, efter to britiske både. De andre roer var Hermannus Höfte, Albertus Wielsma og Johan Burk. Nederlænderne tabte deres indledende heat til den ene britiske båd. Kun fire både stillede op, og efter den standard, der bruges i andre sportsgrene, ville det betyde, at taberne af semifinalerne vandt bronze, selvom der øjensynlig kun blev uddelt guldmedaljer ved disse lege.